# Kościeniewo (przystanek kolejowy)
Kościeniewo (biał. Касцяні; ros. Костени) – przystanek kolejowy w pobliżu miejscowości Hrynki i Kościeniewo, w rejonie słonimskim, w obwodzie grodzieńskim, na Białorusi. Położony jest na linii Baranowicze - Wołkowysk.